# Liste von Zeitungen im Vereinigten Königreich

Entwicklung der Auflagenhöhe seit 1950

Dies ist eine Liste von Zeitungen im Vereinigten Königreich.

## Liste
- Daily Express
- Daily Mail
- Daily Mirror
- Daily Record
- Daily Star
- The Daily Telegraph
- Evening Standard
- Financial Times
- i
- Lloyd’s List
- Morning Star
- Public Advertiser
- The Guardian
- The Herald
- The Independent
- The National (Schottland)
- The Observer
- The Scotsman
- The Sun
- The Times (oder The London Times)

## Politische Ausrichtung
Das britische Forschungsinstitut Ipsos MORI untersuchte das Wahlverhalten der Leser verschiedener Tageszeitungen anhand von Umfragen, die im Vorfeld der britischen Unterhauswahlen 2010 durchgeführt wurden. Die Umfrageergebnisse wurden mit dem endgültigen Wahlergebnis gewichtet.
| Zeitung                            | Conservative | Labour | LibDems | Sonstige | Wahlbeteiligung |
| ---------------------------------- | ------------ | ------ | ------- | -------- | --------------- |
| Daily Express                      | 53 %         | 19 %   | 18 %    | 10 %     | 67 %            |
| Daily Mail                         | 59 %         | 16 %   | 16 %    | 09 %     | 73 %            |
| Daily Mirror                       | 16 %         | 59 %   | 17 %    | 08 %     | 68 %            |
| Daily Record                       | 12 %         | 65 %   | 06 %    | 17 %     | 65 %            |
| Daily Star                         | 22 %         | 35 %   | 20 %    | 23 %     | 43 %            |
| The Daily Telegraph                | 70 %         | 07 %   | 18 %    | 05 %     | 81 %            |
| The Guardian                       | 09 %         | 46 %   | 37 %    | 08 %     | 78 %            |
| The Independent                    | 14 %         | 32 %   | 44 %    | 10 %     | 79 %            |
| The Sun                            | 43 %         | 28 %   | 18 %    | 11 %     | 57 %            |
| The Times                          | 49 %         | 22 %   | 24 %    | 05 %     | 80 %            |
| Alle Erwachsenen in Großbritannien | 37 %         | 30 %   | 24 %    | 10 %     | 65 %            |

Für die unten stehenden Tageszeitungen sind nur Werte für die britischen Unterhauswahlen 2005 verfügbar. Die Werte wurden auf die gleiche Weise ermittelt.
| Zeitung                            | Conservative | Labour | LibDems | Sonstige | Wahlbeteiligung |
| ---------------------------------- | ------------ | ------ | ------- | -------- | --------------- |
| Evening Standard                   | 40 %         | 37 %   | 17 %    | 06 %     | 60 %            |
| Financial Times                    | 48 %         | 30 %   | 21 %    | 01 %     | 64 %            |
| Metro                              | 29 %         | 40 %   | 20 %    | 11 %     | 50 %            |
| Alle Erwachsenen in Großbritannien | 33 %         | 36 %   | 23 %    | 08 %     | 61 %            |